# 因縁相応
「因縁相応」（いんねんそうおう、巴: Nidāna-saṃyutta, ニダーナ・サンユッタ）とは、パーリ仏典経蔵相応部に収録されている第12相応。

## 構成
9品93経から成る。
短い経（sutta）を、基本的に10経集めて1品（vagga）としている。（第8品-第9品の経は、大部分が省略されている。）
1. Buddha-vagga
2. Āhāra-vagga
3. Dasabala-vagga
4. Kaḷārakhattiya-vagga
5. Gahapati-vagga
6. Dukkha-vagga
7. Mahā-vagga
8. Samaṇabrāhmaṇa-vagga（11経）
9. Antara-peyyāla（12経）

## 日本語訳
- 『南伝大蔵経・経蔵・相応部経典2』（第13巻） 大蔵出版
- 『パーリ仏典 相応部(サンユッタニカーヤ) 因縁篇I』 片山一良訳 大蔵出版
- 『原始仏典II 相応部経典2』 中村元監修 春秋社